# 杰克·科尔巴克
傑克·雷蒙·高碧克（英語：Jack Raymond Colback，1989年10月24日—）是一名英格蘭足球運動員，司職中場，現效力於英冠球隊昆士柏流浪。出身新特蘭青訓系統。高碧克一頭紅髮在場上非常顯眼，他曾被兩度借用到葉士域治汲取上陣經驗。

## 生平
高碧克在英格蘭北泰因賽德泰恩河畔纽卡斯尔出生，於11歲之齡加入新特蘭。
2009年8月6日還沒有一隊上陣經驗的高碧克獲外借到由前領隊萊·堅尼帶領的英冠球會葉士域治，為期至翌年1月。他於8月13日在英格蘭聯賽盃第一圈作客梳士貝利首次上陣，經加時後雙方仍然3-3平手，最終葉士域治憑互射十二碼才以4-2淘汰對手。他的聯賽處子戰在8月22日作客西布朗上演，於下半場後補登場，未能平反上半場所失的兩球，以0-2敗陣而回。9月19日作客3-3賽和唐卡士打取得個人首個入球；直到12月12日高碧克在黑池身上取得第二個入球協助球隊以3-1獲勝；而他於2010年1月2日英格蘭足總盃第三圈再射破黑池大門，以2-1淘汰對手出局。於上陣17場及射入3球，高碧克的表現使他獲得延長借用直到球季結束。下半季他再在高雲地利及屈福特身上各入1球，整季在各項賽事合共上陣41場及射入5球，季末獲葉士域治隊友選為「球員先生」（players' player of the year），而足總盃對黑池的入球成為「年度金球」。
當他於葉士域治返回新特蘭後，於2010年5月9日煞科日獲派在作客對狼隊的英超作處子登場，於下半場77分鐘才替補馬白蘭基上陣，卻於完場前領第二面黃牌變紅牌被逐離場。
2010/11年球季高碧克於2010年8月24日首次在光明球場上陣，於英格蘭聯賽盃第二圈對高車士打，在賽事末段後補入替梅開二度的戴倫·賓特登場。10月15日高碧克第二次被借用到葉士域治，期間上陣13場沒有斬獲，於2011年1月6日借用期滿返回新特蘭。
回歸母會後由於陣中傷兵問題嚴重，高碧克開始受到重用並取得較多上陣機會，2011年1月8日在英格蘭足總盃第三圈主場迎戰英甲的諾士郡，高碧克正選上陣，卻爆冷門以1-2敗陣被淘汰；接著於1月16日在主場進行「泰恩-威爾打吡」迎戰死敵紐卡素，生於北泰因賽德順理成章紐卡素成為他兒時支持的球隊，故常有人質疑他是穿上紅白衫具有黑白心的球員，他在這場1-1平手的賽事末段才替補上陣。他亦於3月5日0-0賽和阿仙奴以後補身份上陣。4月16日高碧克首次在英超正選上陣，但作客0-2負於伯明翰城，自此直到球季結束，高碧克穩佔中場一個正選席位。

## 外部連結
- 足球数据库：傑克·高碧克的球员统计数据
- 新特蘭官網簡歷 （页面存档备份，存于）